# Brooke Andersen
Brooke Andersen, född 23 augusti 1995 , är en amerikansk släggkastare.

## Karriär
I augusti 2019 vid Panamerikanska spelen i Lima tog Andersen silver i släggtävlingen, endast besegrad av landsmaninnan Gwen Berry.
I juli 2022 vid VM i Eugene tog Andersen guld i släggtävlingen efter ett kast på 78,96 meter.

## Tävlingar
| År               | Tävling                  | Plats            | Placering        | Gren             | Distans          |
| Tävlande för USA | Tävlande för USA         | Tävlande för USA | Tävlande för USA | Tävlande för USA | Tävlande för USA |
| ---------------- | ------------------------ | ---------------- | ---------------- | ---------------- | ---------------- |
| 2014             | Juniorvärldsmästerskapen | Eugene           | 21:a (kval)      | Släggkastning    | 54,64 m          |
| 2018             | NACAC-mästerskapen       | Toronto          | 3:e              | Släggkastning    | 70,05 m          |
| 2019             | Panamerikanska spelen    | Lima             | 2:a              | Släggkastning    | 71,07 m          |
| 2019             | Världsmästerskapen       | Doha             | 20:e (kval)      | Släggkastning    | 68,46 m          |
| 2021             | Olympiska sommarspelen   | Tokyo            | 10:e             | Släggkastning    | 72,16 m          |
| 2022             | Världsmästerskapen       | Eugene           | 1:a              | Släggkastning    | 78,96 m          |
| 2022             | NACAC-mästerskapen       | Freeport         | 2:a              | Släggkastning    | 68,66 m          |
| 2023             | Världsmästerskapen       | Budapest         | 25:e (kval)      | Släggkastning    | 67,72 m          |

### Nationella
| - Amerikanska friidrottsmästerskapen / OS-uttagningarna (utomhus): - 2018: Brons – Släggkastning (72,17 meter, Des Moines) - 2019: Brons – Släggkastning (75,30 meter, Des Moines) - 2021: Silver – Släggkastning (77,72 meter, Eugene) - 2022: Guld – Släggkastning (77,96 meter, Eugene) - 2023: Guld – Släggkastning (78,65 meter, Eugene) | - Amerikanska friidrottsmästerskapen (inomhus): - 2023: Silver – Viktkastning (24,97 meter, Albuquerque) |

## Personliga rekord
| Utomhus - Släggkastning – 80,17 m (Tucson, 20 maj 2023) | Inomhus - Viktkastning – 25,07 m (State College, 4 februari 2023) |